# جون برايس (سياسي أسترالي)
جون برايس (بالإنجليزية: John Lloyd Price)‏ هو سياسي أسترالي وبريطاني (وحمل سابقاً جنسية المملكة المتحدة لبريطانيا العظمى وأيرلندا)، ولد في 14 فبراير 1882 في ليفربول في المملكة المتحدة، وتوفي في 23 أبريل 1941 في أستراليا بسبب أمراض القلب. حزبياً، نشط في حزب العمال الأسترالي وحزب العمال الأسترالي (فرع جنوب أستراليا) ‏. وقد انتخب عضو مجلس النواب جنوب أستراليا من الجمعية عن دائرة Electoral district of Port Adelaide ‏ وقد انضم خلال فترته النيابية (12 مارس 1915 – 21 أبريل 1925)  للكتلة البرلمانية حزب العمال الأسترالي (فرع جنوب أستراليا) ‏ وانتخب عضو مجلس النواب الأسترالي عن دائرة Division of Boothby ‏ (17 نوفمبر 1928 – 23 أبريل 1941).